# أوليفر جاكسون
أوليفر جاكسون (بالإنجليزية: Oliver Jackson)‏ هو عازف جاز أمريكي، ولد في 28 أبريل 1933 في ديترويت في الولايات المتحدة، وتوفي في 29 مايو 1994 في نيويورك في الولايات المتحدة بسبب قصور القلب.

## وصلات خارجية
- أوليفر جاكسون على موقع ميوزك برينز (الإنجليزية)
- أوليفر جاكسون على موقع أول ميوزيك (الإنجليزية)
- أوليفر جاكسون على موقع ديسكوغز (الإنجليزية)